# Força Lleida Club Esportiu
El Força Lleida Club Esportiu, ahora llamado Hiopos Lleida debido a cuestiones de patrocinio, es un club profesional de baloncesto con sede en la ciudad de Lérida, España. Fue creado en el verano europeo de 2012, tomando el testigo de máximo representante del baloncesto ilerdense que hasta entonces poseía el Lleida Bàsquet, club que por sus problemas financieros no pudo continuar compitiendo a nivel profesional.
Desde su creación compitió en la LEB Oro (o recién llamada 1ª FEB), la segunda màxima competición del baloncesto profesional español, pero la temporada 2023-24 logró el ascenso a la primera división estatal, la ACB.  Disputa sus encuentros como local en el Pabellón Barris Nord, pabellón con una capacidad para 6.100 espectadores.

## Historia
El Força Lleida Club Esportiu se fundó el verano del 2012. Varios empresarios aportaron los 180.000 euros necesarios para comprar la licencia de la categoría LEB Oro. De esta manera se cubrió el vacío que el Club Esportiu Lleida Basquetbol dejó tras su desaparición de las competiciones profesionales.
En su primera temporada, la 2012-2013, el Força Lleida debutó en la liga finalizando en séptima posición, con un balance de 11 victorias y 15 derrotas. El equipo consiguió entrar en los Play-offs por el ascenso a ACB, perdiendo en la eliminatòria al mejor de 5 partidos en los cuartos de final contra el Palencia, por 3 a 2. En la siguiente temporada, el equipo terminó en décima posición de la temporada regular con las mismas victorias que en la campaña anterior, aunque no consiguieron clasificarse para los Playoffs.
En la temporada 2014-2015, y con nuevo patrocinador principal en el equipo, el Actel Força Lleida disputó su mejor temporada en la liga hasta el momento, finalizando en sexta posición con un bagaje de 16 victorias y 12 derrotas. De nuevo clasificados para los Playoffs de ascenso, el equipo llegó hasta las semifinales después de superar al Palma, pero perdieron en la siguiente eliminatoria contra  el Ourense, equipo que terminó ganando las fases eliminatorias. En la temporada siguiente (2015-2016), después de sumar solo 9 victorias, el equipo quedó último en la clasificación. Tras unos meses de negociaciones, el club consiguió comprar una plaza libre en la misma liga y evitar así el descenso de categoría. 
Ya en la campaña 2016-2017, pese a conseguir terminar la competición con más victorias que derrotas (18-16) después de un inicio de temporada, quedaron en décima posición sin poder entrar en los puestos de play-off de ascenso.
En la temporada 2017-2018, debido a una mala dinámica del equipo, se produce un cambio de entrenadora mitad de temporada, llegando Jorge Serna a los mandos del club de Ponent. Aun así, el conjunto del Segrià sigue en la misma inercia de las dos temporadas anteriores y finaliza el calendario en decimosexta posición empatando a 46 puntos con los dos últimos clasificados, y salvando la categoría gracias a la diferencia de puntos. Por cuestiones de patrocinio, el equipo adquiere el nombre de ICG Força Lleida para la temporada 2018-2019 y las siguientes dos temporadas. La temporada acabó en undécima posición con 16 victorias y 18 derrotas, y a 3 puntos de los Play-offs.
En la siguiente temporada el baloncesto en lleida vuelve a sufrir de lo mismo que en las temporadas anteriores, y antes de la segunda vuelta Jorge Serna es destituido y llega Gustavo Aranzana. El técnico no consigue reflotar al equipo y terminan en decimoquinta posición. En la temporada 2020-2021 no se dieron los mejores resultados, aunque en invierno llega el fichaje de Michael Carrera. Los buenos números del internacional venezolano no fueron suficientes para evitar el descenso, no obstante, se hizo un cambio de plaza con el FC Barcelona B (quién ascendió a LEB Oro) para así mantener la plaza y mantener la categoría un año más.
No fue hasta la temporada 2021-2022 que el equipo de "les terres de Ponent" dio un golpe sobre la mesa. Llegó aire fresco al banquillo del ICG Força Lleida con el joven y local Gerard Encuentra. Ese mismo año se acordó un convenio con el FC Barcelona para proporcionar jugadores en calidad de cedidos al equipo ilerdense. El equipo que se formó dio la sorpresa de la LEB Oro de esa temporada, finalizando la liga regular en 3r puesto, disputando unos Play-offs muy competidos contra el Cáceres de Devin Schmidt y ganándolos 3-2. La final a 4 se jugaría en Girona, donde el equipo local vencería, dando por finalizado un año más que excelente de la plantilla de Gerard Encuentra. 
El juego alegre y rápido que proponía Gerard Encuentra volvió otro año más al Barris Nord la temporada 2022-2023. A una plantilla que mantenía el esqueleto principal formado por Michael Carrera, Juani Marcos y Miguel González, se le sumarían piezas importantes. En una de las LEB Oro más competitivas que ha habido, el equipo se mantenía en la zona alta de la competición. Gracias a los buenos números de Michael Carrera, y a finales de temporada, el "4" vinotinto y MVP de la LEB Oro fue fichado por el Gran Canaria de ACB. Esta notable baja no condenó al equipo, y disputaron un final de temporada regular y unos Play-offs contra el CB Valladolid (donde perdieron 3-2), muy competidos. 
En la temporada 2023-2024, el equipo contó con Gerard Encuentra otra vez en sus banquillos y una plantilla en construcción pero da la sorpresa quedando tercero el liga regular de LEB Oro y clasificándose para los play-off de ascenso a ACB. Después de arrasar en la eliminatoria de cuartos contra HLA Alicante (3-0) y meterse en la final four de Madrid, el Força Lleida llega como tapado y elimina el San Pablo Burgos en semifinales (80-77) y vence en la final al anfitrión, el histórico CB Estudiantes (70-85) logrando el soñado ascenso.
Desde que se fundó en 2012 y tomó el relevo del mítico Caprabo Lleida en LEB Oro, el Força Lleida Club Esportiu jugará primera vez en su historia en ACB, la máxima categoría del baloncesto español.

## Denominaciones por patrocinio
- ICG Força Lleida (2019-2024)
- Hiopos Lleida (2024-)

## Temporada a temporada
| Temporada | Nivel | Competición | Pos. | Play offs |
| --------- | ----- | ----------- | ---- | --------- |
| 2012–13   | 2     | LEB Oro     | 7    | 1/4 final |
| 2013–14   | 2     | LEB Oro     | 10   |           |
| 2014–15   | 2     | LEB Oro     | 6    | 1/2 final |
| 2015–16   | 2     | LEB Oro     | 16   |           |
| 2016–17   | 2     | LEB Oro     | 10   |           |
| 2017–18   | 2     | LEB Oro     | 16   |           |
| 2018-19   | 2     | LEB Oro     | 11   |           |
| 2019-20   | 2     | LEB Oro     | 15   |           |
| 2020-21   | 2     | LEB Oro     | 16   |           |
| 2021-22   | 2     | LEB Oro     | 3    | 1/2 final |
| 2022-23   | 2     | LEB Oro     | 6    | 1/4 final |
| 2023-24   | 2     | LEB Oro     | 3    | Ascenso   |
| 2024-25   | 1     | Liga ACB    | 15   |           |

## Palmarés
- Lliga Catalana LEB: (2)
  - 2012, 2023
- Final Four LEB Oro: (1)
  - 2024